# Suriname nos Jogos Olímpicos de Verão de 2012
Suriname competiu nos Jogos Olímpicos de Verão de 2012, que aconteceram na cidade de Londres, no Reino Unido, de 27 de julho até 12 de agosto de 2012.

## Desempenho

### Atletismo
Masculino
| Atleta        | Evento | Preliminar | Preliminar | Quartos-de-final | Quartos-de-final | Meias-finais | Meias-finais | Final       | Final       |
| Atleta        | Evento | Marca      | Posição    | Marca            | Posição          | Marca        | Posição      | Marca       | Posição     |
| ------------- | ------ | ---------- | ---------- | ---------------- | ---------------- | ------------ | ------------ | ----------- | ----------- |
| Jurgen Themen | 100 m  | 10s55 Q    | 1º/bat. 2  | 10s53            | 6º/bat. 1        | Não avançou  | Não avançou  | Não avançou | Não avançou |

### Feminino
| Atleta             | Evento | Fase de grupo | Fase de grupo | Quartas de final | Quartas de final | Semifinal   | Semifinal   | Final       | Final       |
| Atleta             | Evento | Resultado     | Posição       | Resultado        | Posição          | Resultado   | Posição     | Resultado   | Posição     |
| ------------------ | ------ | ------------- | ------------- | ---------------- | ---------------- | ----------- | ----------- | ----------- | ----------- |
| Kirsten Nieuwendam | 100 m  | 24.07         | 8             | Não avançou      | Não avançou      | Não avançou | Não avançou | Não avançou | Não avançou |

## Badminton
| Virgil Soeroredjo | Simples | JPN Sasaki L 7–21 12–21 | — | — | 2 | Não avançou | Não avançou | Não avançou | Não avançou | Não avançou |

## Natação

### Masculino
| Atletas      | Evento      | Eliminatórias | Eliminatórias | Semifinal   | Semifinal   | Final       | Final       |             |
| Atletas      | Evento      | Tempo         | Posição       | Tempo       | Posição     | Tempo       | Posição     |             |
| ------------ | ----------- | ------------- | ------------- | ----------- | ----------- | ----------- | ----------- | ----------- |
| Diguan Pigot | 100 m peito | 1h05min55s    | 43            | Não avançou | Não avançou | Não avançou | Não avançou | Não avançou |

### Feminino
| Atletas        | Evento     | Eliminatórias | Eliminatórias | Semifinal   | Semifinal   | Final       | Final       |
| Atletas        | Evento     | Tempo         | Posição       | Tempo       | Posição     | Tempo       | Posição     |
| -------------- | ---------- | ------------- | ------------- | ----------- | ----------- | ----------- | ----------- |
| Chinyere Pigot | 50 m livre | 26min30s      | 40            | Não avançou | Não avançou | Não avançou | Não avançou |